# Římskokatolická farnost Třebušín
Římskokatolická farnost Třebušín (lat. Triebsch) je církevní správní jednotka sdružující římské katolíky na území obce Třebušín a v jejím okolí. Organizačně spadá do litoměřického vikariátu, který je jedním z 10 vikariátů litoměřické diecéze. Centrem farnosti je kostel svatého Mikuláše v Třebušíně.

## Historie farnosti
První písemná zmínka o farní lokalitě Třebušín pochází z roku 1169. Farnost existovala již před rokem 1384. Matriky jsou vedeny od roku 1662. Od roku 1712 byla v Třebušíně opět samostatná fara. Do roku 1712 patřil Třebušín pod farnost Proboštov.

### Duchovní správcové vedoucí farnost
Začátek působnosti jmenovaného v duchovní správě farnosti od roku:
- 1618 Jeremias Smicheus Tumovski
- 1626 Leonardus
- 1635 Antonius Dille
- 1655 Mathaeus Herora, admin. z Proboštova
- 1659 Joannes Henricus Hertwig, admin. z Býčkovic
- 1667 Mathaeus Maximilianus Miller
- 1668 Joannes Franciscus Hayasch, admin. z Proboštova
- 1682 Mathias Schreier
- 1685 Daniel Franciscus Walter, od r. 1704 admin. z Proboštova
- 1712 Joann. Hendr. Meltzer
- 1718 Jos. Franc. Meltzer
- 1726 Ioann. Jac. Benesch, n. Schina (Wernstadt) † 2. 5. 1738
- 1738 Anton. Sigism. Sommer, † 8. 7. 1764
- 1764 Octavianus Wolff, † 18. 8. 1783
- 1783 Franc. Eschler, † 6. 6. 1820
- 1818 Math. Maschke, n. 19. 2. 1784 Turdiens., o. 29. 12. 1806, † 22. 11. 1843
- 1843 Jos. Seliger, n. 13. 7. 1793 Bukholz., o. 24. 8. 1820, † 12. 11. 1890
- 1879 par. vacat, admin. interc. Wenc. Schumann
- 1881 Wenc. Schumann, n. 27. 2. 1846 Drahobus, o. 23. 7. 1870
- 1887 Jos. Schiffner, n. 6. 6. 1849 Habstein, o. 25. 7. 1874, † 5. 2. 1919
- 1916 par. vacat, admin. interc. Petrus Böckeler
- 1917 Petrus Böckeler, n. 19. 11. 1881 Aquisgran (D), o. 12. 7. 1908
- 1928 par. vacat, admin. interc. Fried. Kostial
- 1929 Franc. Blaschke, n. 29. 2. 1888 Nestomitz, o. 13. 7. 1913
- 1. 11. 1946 Alois Adauct. Bubeník OFM Cap.
- 1. 2. 1951 Bohumil Landsmann
- 1. 7. 1954 Milík Blahák
- 1. 9. 1956 Josef Vadovič
- 15. 10. 1958 Ladislav Cikryt
- 1. 9. 1966 Jaroslav Rusňák
- 1968 František Gavlák
- 25. 2. 1981 Anton Danišovič OFM
- 1. 2. 1992 Karel Havelka, admin. exc.[3]

Kromě kněží stojících v čele farnosti, působili ve farnosti v průběhu její historie i jiní kněží. Většinou pracovali jako farní vikáři, kaplani, katecheté, výpomocní duchovní aj.

## Území farnosti
Do farnosti náleží území těchto obcí:
- Třebušín (Triebsch[p 2])
- Dolní Týnec (Nieder Tenzel[p 2])
- Horní Týnec (Ober Tenzel[p 2])
- Kalich (Kelch[p 2])
- Klokoč (Klokotsch[p 2])
- Kotelice (Kutlitz[p 2])
- Rýdeč (Ritschen[p 2])
- Řepčice (Rubendörfel[p 2])
- Staňkovice (Stankowitz[p 2])
- Starý Mlýnec (Alt Lenzel[p 2])
- Vinné (Winney[p 2])
- Všeradiště (Wscheratsch[p 2])
- Zababeč (Sababsch[p 2])

## Římskokatolické sakrální stavby na území farnosti
| | Fotografie | Stavba              | Místo      | Bohoslužby                      | Zeměpisné souřadnice             | Status       | Číslo kulturní památky           |
| Kostel | Kostel     | Kostel              | Kostel     | Kostel                          | Kostel                           | Kostel       | Kostel                           |
| --- | ---------- | ------------------- | ---------- | ------------------------------- | -------------------------------- | ------------ | -------------------------------- |
| 1. |            | Kostel sv. Mikuláše | Třebušín   | bližší informace o bohoslužbách | 50°36′2″ s. š., 14°12′16″ v. d.  | farní kostel | 42324/5-2388 (Pk•MIS•Sez•Obr•WD) |
| Kaple |            |                     |            |                                 |                                  |              |                                  |
| 2. |            | Kaple sv. Prokopa   | Staňkovice | bližší informace o bohoslužbách | 50°35′22″ s. š., 14°10′ v. d.    | kaple        | 50921/5-5889 (Pk•MIS•Sez•Obr•WD) |
| 3. |            | Kaple               | Kotelice   | bohoslužby příležitostně        |                                  | obecní kaple | —                                |
| 4. |            | Kaple Panny Marie   | Řepčice    | bližší informace o bohoslužbách | 50°36′32″ s. š., 14°11′29″ v. d. | obecní kaple | —                                |
| Některé drobné sakrální stavby a pamětihodnosti lze dohledat zde v databázi Drobné sakrální památky Zaniklé sakrální stavby lze dohledat zde v databázi Poškozené a zničené kostely, kaple a synagogy v České republice |            |                     |            |                                 |                                  |              |                                  |

Ve farnosti se mohou nacházet i další drobné sakrální stavby, místa římskokatolického kultu a pamětihodnosti, které neobsahuje tato tabulka.

## Příslušnost k farnímu obvodu
Z důvodu efektivity duchovní správy byl vytvořen farní obvod (kolatura) farnosti Žitenice, jehož součástí je i farnost Třebušín, která je tak spravována excurrendo.

## Galerie

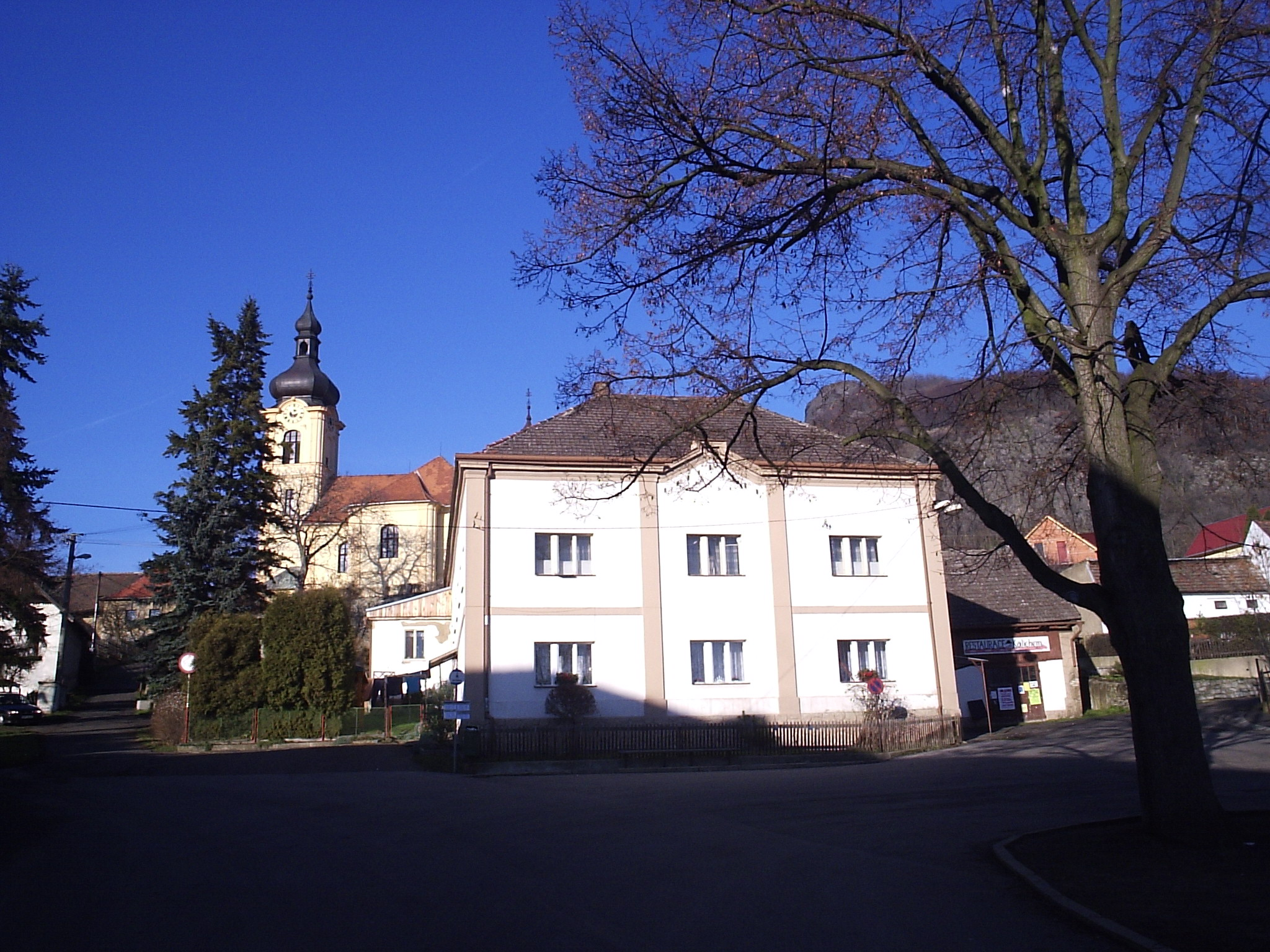
Náměstí v Třebušíně v pozadí s kostelem sv. Mikuláše
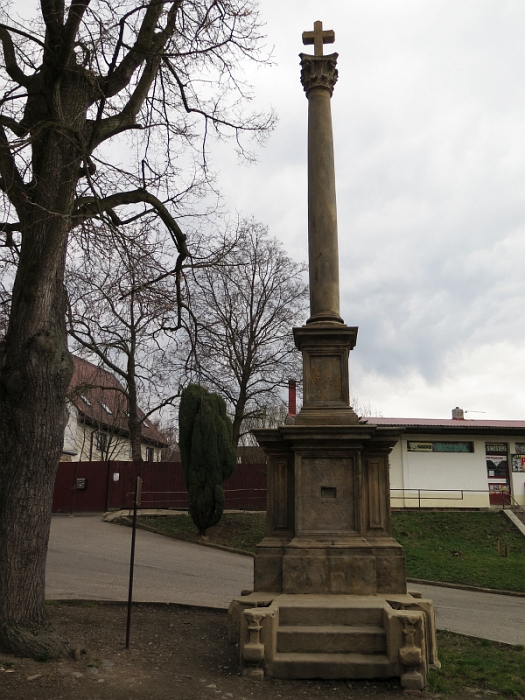
Pamětní sloup, Třebušín
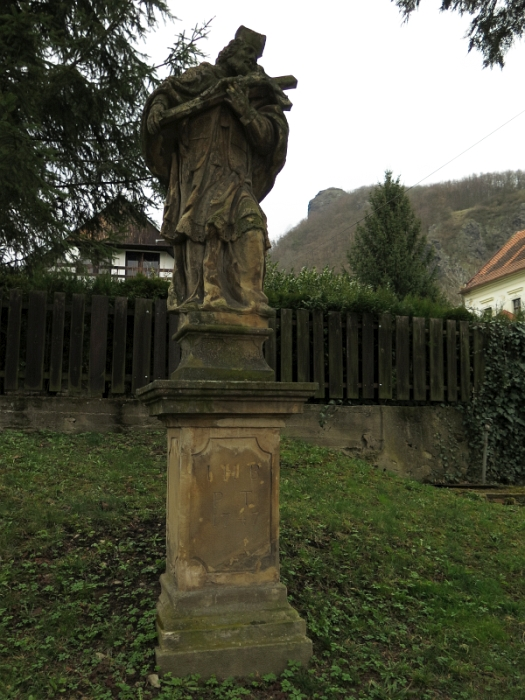
Socha sv. Jana Nepomuckého, Třebušín
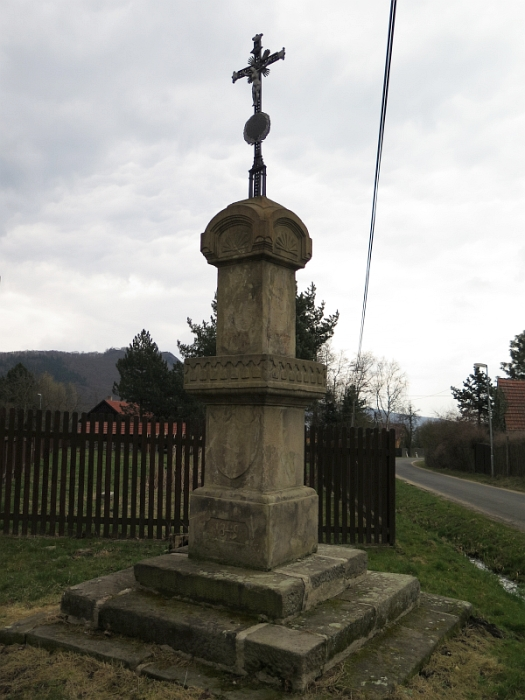
Kříž v Řepčicích
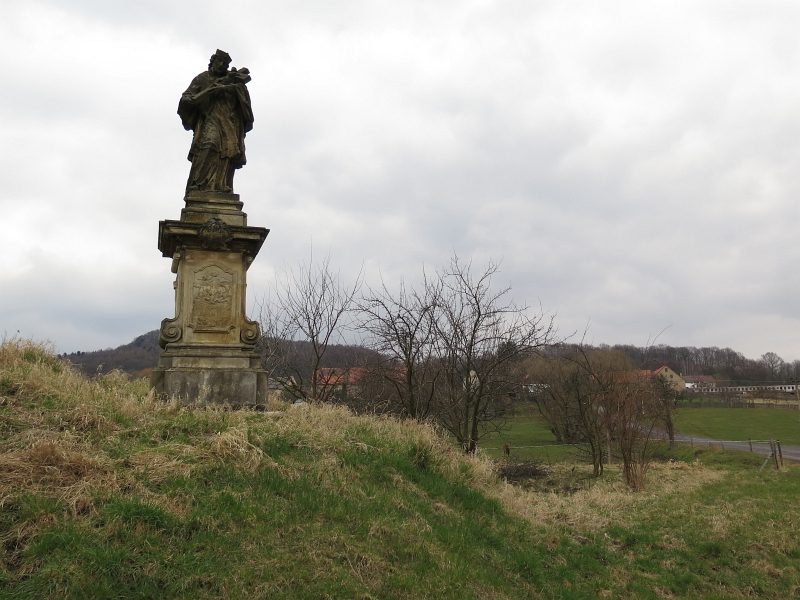
Socha sv. Jana Nepomuckého, Horní Týnec
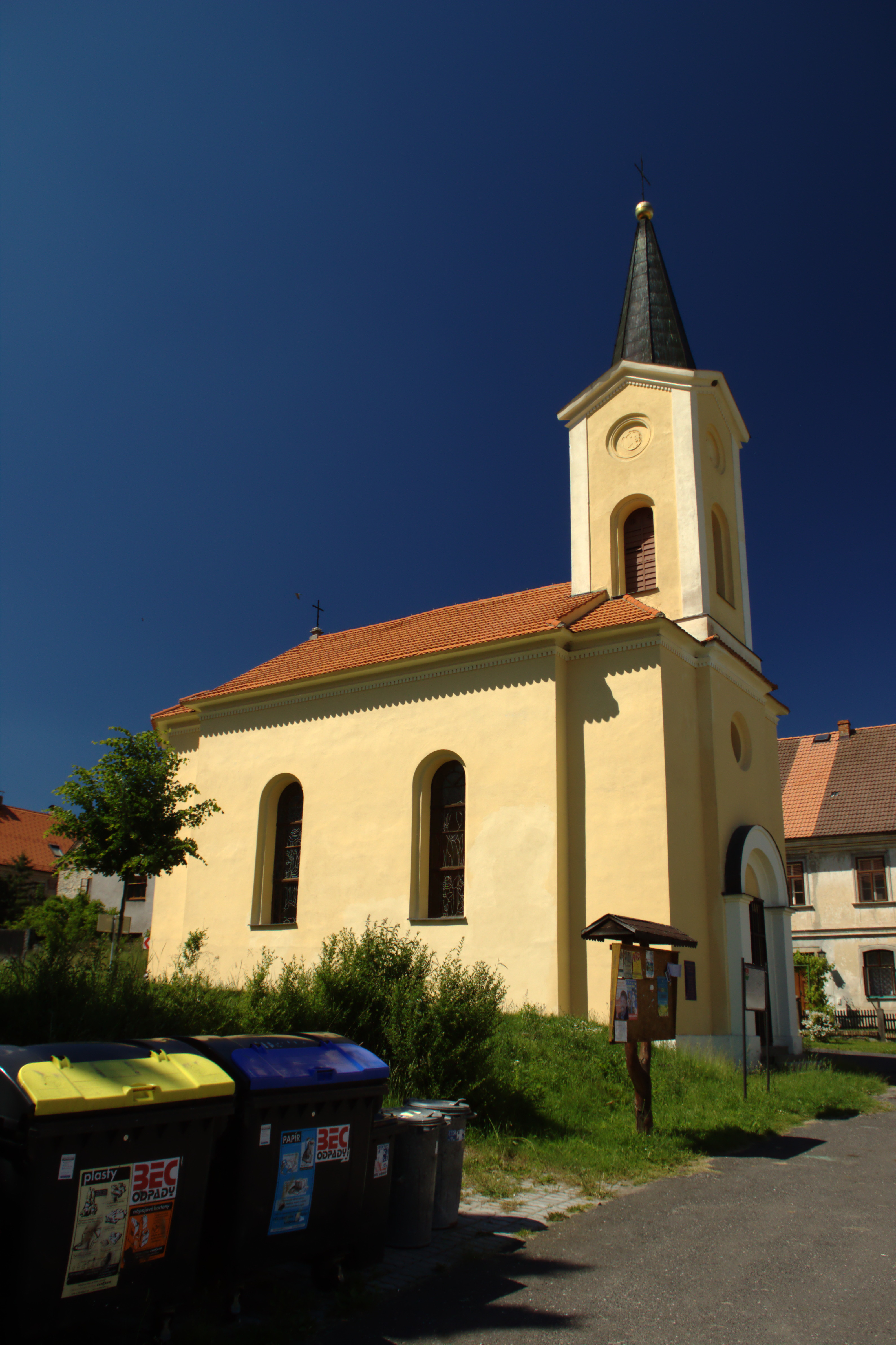
Kaple sv. Prokopa, Staňkovice
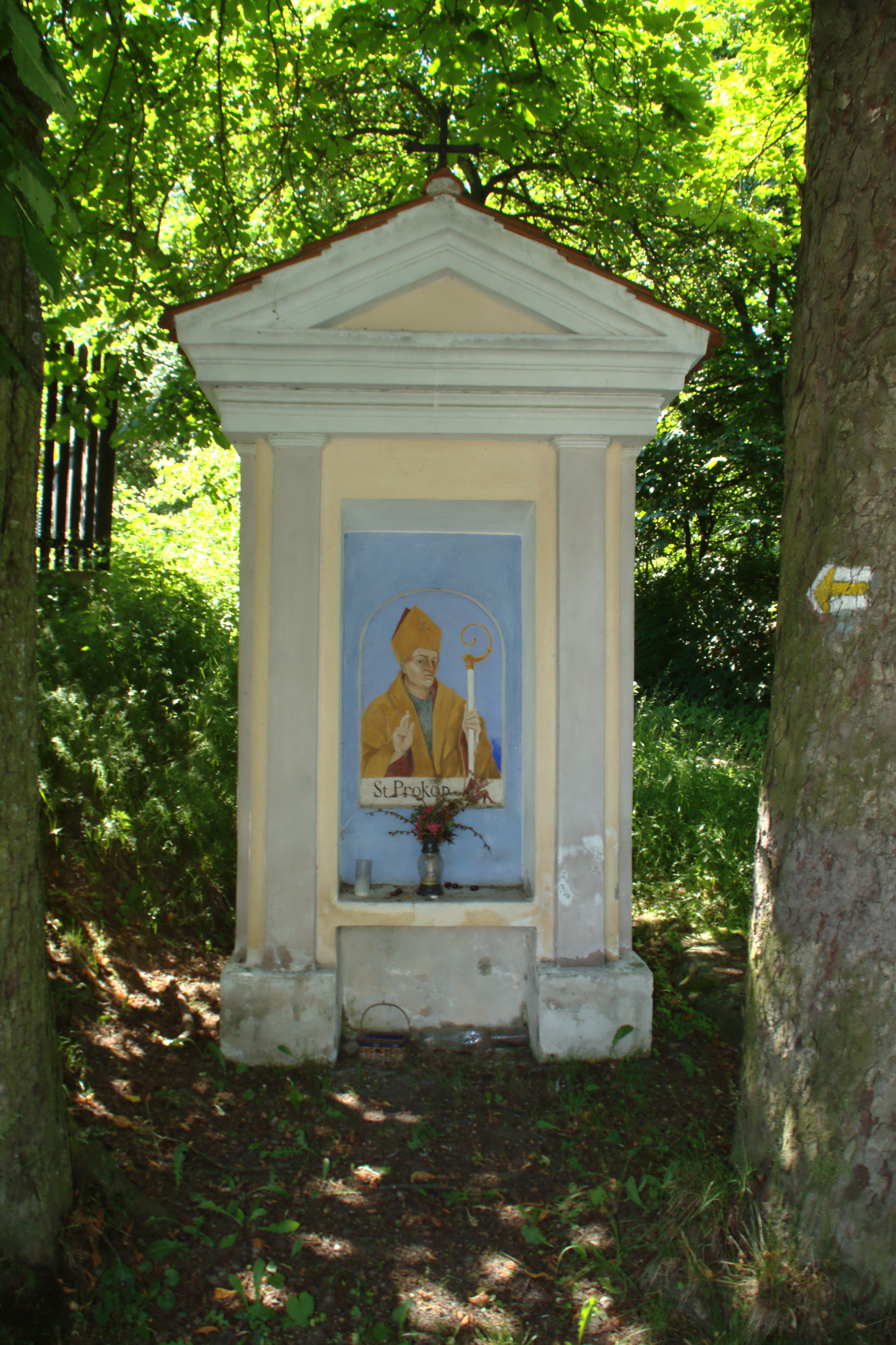
Kaplička na severním okraji obce Staňkovice